# Baba Yuta
Yuta Baba (sinh ngày 22 tháng 1 năm 1984) là một cầu thủ bóng đá người Nhật Bản.

## Sự nghiệp câu lạc bộ
Yuta Baba đã từng chơi cho FC Tokyo, JEF United Chiba, Montedio Yamagata, Tokyo Verdy và Daejeon Citizen.